# Gilera
| De Gilera Saturno 500 was vlak voor de oorlog ontwikkeld, maar kwam pas in 1946 in productie. Dit exemplaar is uit 1950 |
| Gilera 300 B uit 1955                                                                                                   |

Gilera is een Italiaans merk van motorfietsen, bromfietsen en scooters.
De bedrijfsnaam was Moto Gilera S.p.A, later Gilera-Piaggio S.p.A. en Piaggio & Co., Stabilimento Gilera, Arcore, Milano.
In 1909 bouwde de boerenzoon Giuseppe Gilera zijn eerste motorfiets, een 317 cc eencilinder. Hij begon een fabriek waar goede 499-, 508- en 569 cc zijkleppers werden gebouwd, zowel eencilinders als V-twins. Tot 1909 had hij enige tijd ervaring opgedaan in de fabriek van Bucher in Milaan.
Al voor de Eerste Wereldoorlog was het bedrijfje uitgebreid en was er veel vraag naar Gilera's motorfietsen. Giuseppes broer Luigi en zijn zwager Piero Bernasconi werkten in zijn bedrijf. Tijdens deze oorlog werden motorfietsen aan het Italiaanse leger verkocht. Na de oorlog ging het – in tegenstelling tot de meeste bedrijven die oorlogsproductie gedraaid hadden – zelfs nog steeds beter met het merk Gilera.
Gilera was vanaf de jaren twintig een van de grote merken in de wegrace. In de jaren dertig begon men met de export. In die tijd had men circa 700 werknemers. In 1933 werd de Rondinefabriek in Rome overgenomen waardoor Gilera in het bezit kwam van de viercilindermotoren van CNA. Dit was het begin van een serie grote racesuccessen.
Tijdens de Tweede Wereldoorlog werd uitsluitend oorlogsproductie gedraaid, hierna startte men de normale productie van motorfietsen weer op. Er werden onder andere "motocarro's" gemaakt, driewielige transportscooters, die ook al voor de oorlog waren geproduceerd. Er werd een – in 2006 nog steeds bestaande – fabriek in Argentinië gebouwd. Beroemd werd de Gilera Quattro door zijn overwinningen bij de 500 cc wereldkampioenschappen. In de 500 cc GP's werden de volgende wereldkampioenschappen behaald:
- 1950 – Umberto Masetti
- 1952 – Umberto Masetti
- 1953 – Geoff Duke
- 1954 – Geoff Duke
- 1955 – Geoff Duke
- 1957 – Libero Liberati

Na het overlijden van Giuseppes zoon was er geen opvolger en in 1970 ging Gilera op in het Piaggioconcern. Er werden vanaf dat moment vooral lichte tweetakten gebouwd.
In 1990 bracht men onder de naam Gilera een serie sportieve eencilinderviertakten op de markt, de Saturno en de Nordwest, maar in 1994 verdween het merk Gilera van de markt.
In 2001 kwam het echter terug met een 600 cc Supersport met een Suzuki GSX-R-blok. Ook werd weer deelgenomen aan het GP-racen in de lichtere klassen. Dit leverde in 2001 een wereldkampioenschap op voor Manuel Poggiali.
Onder de naam Gilera bouwt Piaggio tegenwoordig lichte scooters, bromfietsen, terreinmotoren en sportmodellen. Enkele namen; Gilera Citta, Gilera Runner, Gilera DNA, Gilera Typhoon